# Вилга (река, впадает в Нелгомозеро)
Вилга — река в России, протекает в Пряжинском и Кондопожском районах Республики Карелия. Впадает в Нелгомозеро. Длина реки составляет 20 км, площадь водосборного бассейна 115 км².
Река почти на всём своём протяжении течёт через болота. Населённых пунктов по берегам реки нет. Основные притоки: Корбоя, Вилгаоя, Пизексим.

## Данные водного реестра
По данным государственного водного реестра России относится к Балтийскому бассейновому округу, водохозяйственный участок реки — Шуя, речной подбассейн реки — Свирь (включая реки бассейна Онежского озера). Относится к речному бассейну реки Нева (включая бассейны рек Онежского и Ладожского озера).
Код объекта в государственном водном реестре — 01040100112102000014561.